# Brusaporto
Brusaporto es una localidad y comune italiana de la provincia de Bérgamo, región de Lombardía, con 5.142 habitantes.

## Evolución demográfica
| Gráfica de evolución demográfica de Brusaporto entre 1861 y 2001 |
|                                                                  |
| Fuente ISTAT - elaboración gráfica de Wikipedia                  |